# Ивановская (Сибирский сельсовет)
Ивановская — деревня в Верховажском районе Вологодской области.
Входит в состав Сибирского сельского поселения, с точки зрения административно-территориального деления — в Сибирский сельсовет.
Расстояние по автодороге до районного центра Верховажья — 49,5 км, до центра муниципального образования Елисеевской — 0,5 км. Ближайшие населённые пункты — Бирючевская, Гнилужская, Боярская, Елисеевская.
По переписи 2002 года население — 22 человека (10 мужчин, 12 женщин). Всё население — русские.